# Frank Weber (Radsportler)
Frank Weber (* 12. März 1963 in Heepen, Bielefeld) ist ein ehemaliger deutscher Bahnradsportler und Weltmeister.
1984 wurde Frank Weber Weltmeister im Tandemrennen, gemeinsam mit Hans-Jürgen Greil. Im Jahr darauf belegte er in derselben Disziplin bei der WM Platz drei, mit Sascha Wallscheid. 1988 startete er bei den Olympischen Spielen in Seoul im Sprint und wurde Siebter. Von 1984 bis 1987 gewann er die nationale Meisterschaft im Tandemrennen mit seinem Partner Hans-Jürgen Greil. 1987 wurde er Deutscher Meister im Sprint der Amateure vor Greil. Er startete für den Verein EC Bayer Köln-Worringen.